# ناحیه بنی معوش
ناحیه بنی معوش (به عربی: دائرة بنی معوش) یک ناحیه در الجزایر است که در استان بجایه واقع شده‌است.